# Isra och Miraj

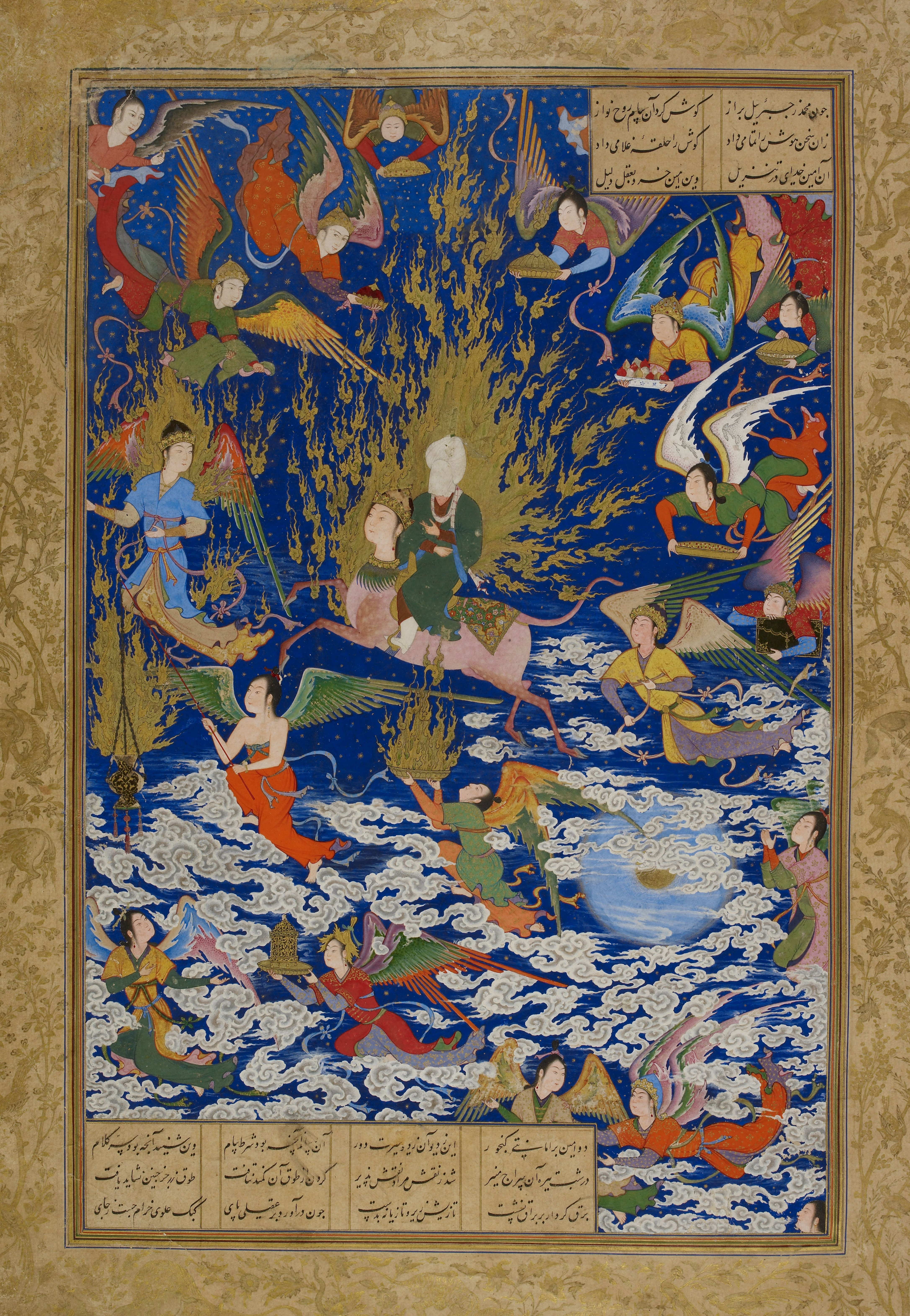
Målning föreställande profeten Muhammeds himmelsfärd, Miraj. Muhammeds ansikte är inte avbildat.

Isrā och Mirāj, arabiska إسراء ومعراج, är namnen på de två sammanhängande resorna som profeten Muhammed enligt islamisk tradition fick uppleva en natt omkring år 620, även kallad Den nattliga resan. Denna färd omnämns i Koranen 17:1.
Isra var den första resan som Muhammed företog. Den gick enligt den islamiska traditionen mellan Mekka och Jerusalem. Resan inleddes med att Muhammed somnade strax utanför Kaba i Mekka, som han besökte under natten för att läsa ur Koranen. Det nattliga besöket berodde på att han ville vara ensam med Gud då han hade genomlidit en personlig kris. Krisen berodde framförallt på två saker: dels hade två nära anhöriga gått bort och dels hade han svårt att få anhängare att följa den islamiska läran som han ansåg Gud givit honom.
Muhammed väcks i berättelsen av ängeln Gabriel som säger till honom att sätta sig på det himmelska djuret Buraq som för Muhammed och Gabriel till Jerusalem, där Muhammed tjudrar sin Buraq vid Västra muren för att sedan stiga upp till fots i Tempelberget. Där möter han flera tidigare profeter som han säger sig leda i bön.
Miraj är den andra resan som går från Tempelberget upp till Gud och tillbaka till jorden igen. Efter bönen lyfts Muhammed och Gabriel upp mot Gud. På vägen passerar de sju himlar som ”vaktas” av tidigare profeter. Ovanför den sista himlen träffar Muhammed Gud som ger honom i uppgift att få muslimerna att be 50 gånger per dag. På tillbakavägen till jorden möter han Moses som hävdar att 50 böner per dag blir en alltför stor börda för människorna. Muhammed återvänder till Gud för att åter förhandla om antalet böner. Förhandlingarna stannar, efter flera turer fram och tillbaka mellan Moses och Gud, vid fem böner per dag, vilket är en av islams fem pelare.
Vare sig man tillhör den muslimska grupp som tror att Muhammed kroppsligt var med på de nattliga resorna eller om man tillhör de som tror att han endast färdades andligt firas händelsen av båda grupperna den 27:e Rajab (den sjunde månaden i månåret).